# Kånna
Kånna är en tätort i Kånna distrikt i Ljungby kommun, Kronobergs län och kyrkby i Kånna socken i Småland.
Kånna kyrka finns i orten.
Namnet (1388 Quannom) har en svårtolkad betydelse, eventuellt kopplat till ordet kvadh betydande sumpmark. Kånna ligger i låglänt terräng nära Lagans flöde som tidvis tros ha varit vattensjukt. 
Kånna var en av stationerna på den nedlagda Skåne-Smålands Järnväg. Persontrafiken upphörde på denna bandel 1968 och den före detta banvallen är omvandlad till cykel- och gångbana. 

## Befolkningsutveckling
| Befolkningsutvecklingen i Kånna 1975–2020 | Befolkningsutvecklingen i Kånna 1975–2020 | Befolkningsutvecklingen i Kånna 1975–2020 | Befolkningsutvecklingen i Kånna 1975–2020 | Befolkningsutvecklingen i Kånna 1975–2020 |
| ----------------------------------------- | ----------------------------------------- | ----------------------------------------- | ----------------------------------------- | ----------------------------------------- |
|                                           |                                           |                                           |                                           |                                           |
| År                                        |                                           |                                           | Folkmängd                                 | Areal (ha)                                |
| 1975                                      | 1975                                      |                                           | 284                                       |                                           |
| 1980                                      | 1980                                      |                                           | 393                                       |                                           |
| 1990                                      | 1990                                      |                                           | 402                                       | 42                                        |
| 1995                                      | 1995                                      |                                           | 390                                       | 43                                        |
| 2000                                      | 2000                                      |                                           | 350                                       | 43                                        |
| 2005                                      | 2005                                      |                                           | 365                                       | 43                                        |
| 2010                                      | 2010                                      |                                           | 352                                       | 43                                        |
| 2015                                      | 2015                                      |                                           | 324                                       | 47                                        |
| 2020                                      | 2020                                      |                                           | 314                                       | 47                                        |
| Anm.: Ny tätort 1975                      |                                           |                                           |                                           |                                           |